# Old Graves
Old Graves war eine kanadische Black-Metal-Band. Verantwortlicher und einziges Bandmitglied war „Tausendsassa“ Colby Hink. Herkunft ist Abbotsford in British Columbia.

## Geschichte
Die Gründung von Old Graves erfolgte im Jahr 2013.
Das erste musikalische Lebenszeichen der Band war eine schlicht mit „Old Graves / Paths“ Split-EP mit „Paths“, die 2014 via No Sleep Till Megiddo Records erschien. Dasselbe Label zeichnete in diesem Jahr auch verantwortlich für die Folge-EP Like Straining Boughs.
Das dritte Werk This Ruin Beneath Snowfall aus dem Jahr 2015 war ebenfalls eine EP. Old Graves konnte dafür drei Musiklabel gewinnen – Vendetta Records für die LP und Naturmacht Productions für die CD. Die Rechte für die Kassette sicherte sich das französische Label Wulfrune Worxxx, in dessen Veröffentlichungshistorie sich u. a. Tonträger von Andras, Vinterriket, Winterblut und Woman Is the Earth finden.
Das bislang einzige Studioalbum Long Shadows erschien 2016. Mit Vendetta Records (LP) und Naturmacht Productions (CD) konnte Old Graves die Geschäftsbeziehungen zu zwei von drei direkt zuvor tätigen Labels aufrechterhalten.
Bezüglich eines offiziellen Endes der Band wurde keine Meldung veröffentlicht. Es wurde lediglich gegen Ende 2016/Anfang 2017 die bandeigene Website eingestellt.

## Stil
Zur EP This Ruin Beneath Snowfall hieß es an einer Stelle, dass Old Graves „atmosphärischen (Post) Black Metal“ spiele. Bei Vampster wurden als Schlagworte Black und Post-Metal verwendet.

## Diskografie
- 2014: Old Graves / Paths (Split-EP mit Paths, No Sleep Till Megiddo Records)
- 2014: Like Straining Boughs (EP, No Sleep Till Megiddo Records)
- 2015: This Ruin Beneath Snowfall (Vendetta Records, Naturmacht Productions, Wulfrune Worxxx)
- 2016: Long Shadows (Vendetta Records, Naturmacht Productions)